# Los Freddy's La Flaca
La Flaca es un álbum del grupo mexicano Los Freddy's. Fue lanzado al mercado en 1967.

## Lista de canciones
1. La Flaca - 2:18
2. Diablo O Angel ("Devil or Angel" - Bobby Vee) - 2:38
3. Dile ("Tell Him" - Exciters) - 2:04
4. Pulpa de Tamarindo - 2:29
5. Naci Libre - 2:45
6. La Encontrare - ?
7. Mirando Al Cielo ("I Reached for a Star" - Tommy Winters)- 2:02
8. Mejor - 2:36
9. Juntos Felices ("Happy Together" - Turtles) - 2:30
10. Penny Lane ("Penny Lane" - Beatles) - 3:00

- Datos: Q9024001